# Elastografija jetre
Elastografija jetre, prolazna elastografija, virtuelna palpacija, fibroskopija, MR elastografija je neinvazivna slikovna (imidžing) metoda koja se koristi za procenu elastičnosti, gustoće i određivanje drugih pokazatelja stanja tkiva jetre. Primenom elastograije tkiva, vizualizuje se razlika u mehaničkim svojstvima tkiva i određuju indeksi potrebni za dijagnostikovanje i detaljno opisivanje trenutnog stanja koja smanjuje protok krvi u jetri i izaziva nakupljanje ožiljnog tkiva, koje rezultuje fibrozom jetre.
Ako se pravovremeno ne dijagnostikuje i leči, fibroza može dovesti do ozbiljnih proremećaja u funkcionisanju jetre, koja uključuju: cirozu jetre, rak jetre i insuficijenciju jetre. Elastografsko testiranje jetre može se upotrebiti i umesto biopsije jetre, invazivnog testa za ispitivanje jetrenog tkiva. Rana dijagnoza elastografijom jetre i pravovremeno lečenje ne samo da mogu umanjiti već i preokrenuti posledice fibroze jetre.

## Opšte informacije o elastografiji
Procenu čvrstine tkiva koristi se više od hiljadamu godina u dijagnostici, na osnovu saznanja da  mnoge bolesti i stanja dovode do promena u čvrstini patoloških promena, što je naročito prisutno kod tumorskih promena. U prošlosti ove promene su procenjivane kliničkom palpacijom, što je bilo od izuzetnog značaja prilikom obavljanja fizikalnog pregleda. Za površne organe, kao što su dojke, jetra, štitasta žlezda, palpaciju je bilo lako i precizno obaviti, međutim, za pregled dubljih organa ovaj pregled je bio problematičan. 
Zato je uvodjenje odredjivanja čvrstine tkiva uz ultrazvučnu dijagnostiku i spajanje imidžing
tehnike sa tehnikom određivanja mehaničkih svojstava tkiva predstavljalo je revolucionaran
preokret u neinvazivnoj dijagnostici. Tako je i ultrazvučna elastografija kao nova tehniku snimanja proizvela novi kvalitet slike zasnovan na čvrstini tkiva, jer pruža dodatne kliničke informacije ultrazvučnom pregledu u B-modu, koji ocenjuje akustična svojstva struktura, i Doppler modu, koji ocjenjuje vaskularni protok u ispitivanoj zoni.
| Upoređivanje različitih modova medicinske ultrasonografije | Upoređivanje različitih modova medicinske ultrasonografije | Upoređivanje različitih modova medicinske ultrasonografije |
| Mod                                                        | Šta se meri                                                | Šta se prikazuje                                           |
| ---------------------------------------------------------- | ---------------------------------------------------------- | ---------------------------------------------------------- |
| B-mod                                                      | Akustična impedanca                                        | Anatomija                                                  |
| Doppler mod                                                | Pokretljivost                                              | Vaskularni protok                                          |
| Elastografski mod                                          | Mehaničke osobine                                          | Čvrstina tkiva                                             |

## Elastografija u cirozi jetre
Hronične bolesti jetre, koje mogu dovesti do ciroze, danas se nalaze među prvih deset uzroka smrti u razvijenim zemljama sveta, i jedan su od vodećih javnozdravstvenih problema na globalnom nivou. Glavni uzroci hroničnih bolesti jetre su infekcije virusima hepatitisa B i C, ali i povećana učestalost alkoholnih i nealkoholnih steatohepatitisa. Procenjuje se da samo u Sjedinjenim Američkim Državama 0,15% ukupne populacije boluje od ciroze jetre.
Ciroza jetre je proces nastanka fibroze koja napreduje do difuzne dezorganizacije normalne strukture jetre, a manifestuje se pojavom regenerativnih čvorova okruženih gustim i fibroznim tkivom.  Prema tome fibroza jetre, koja je glavni činilac ciroze, je nakupljanje vezivnog tkiva u jetri kao odgovor na hepatocelularno oštećenje gotovo bilo kog uzroka. 
Stepen jetrene fibroze na najdirektniji i najbolji način ukazuje na težinu oštećenja jetre, a uznapredovalost fibroze pruža informacije o prognozi bolesti i pomaže u odabiru prioriteta u lečenju ovog stanja.

### Dijagnostičke metode fibroze jetre
Biopsija jetre
Zlatnim standardom u dijagnostici ciroze jetre smatra se biopsija jetrenog tkiva s nekoliko sistema bodovanja kako bi se procenio stepen fibroze u uzorku. Međutim, biopsija jetre je invazivna metoda koja za sobom povlači i mogućnost određenih komplikacija, pa čak i smrti, ali i pokriva samo određene delove jetrenog parenhima.
Fizičke metode
U fizikalne metode dijagnostike ubrajaju se ultrazvučna i magnetna rezonantna elastografija, koje se zasnivaju na  elastograiji tkiva, kako bi se vizualizirale razlike u mehaničkim svojstvima tkiva. Tako se razvila tranzijentna elastografija (engl. Transient Elastography, TE) koja se najčešće koristi (npr Fibroscan, Echosens) i spada u grupu elastografije zasnovane na širenju talasa (engl. share-wave). Ona upotrebljava ultrazvučni snop kako bi merila brzinu širenja zvučnog talasa  kroz meka tkiva koje ispitujemo, a tvrdoću jetre izražava u kilopaskalima ili santimetrima po sekundi.  Osim nje postoji i elastografija u stvarnom vremenu.
Ubrzano se razvija i elastografija zasnovana na magnetskoj rezonanciji (engl. Magnetic Resonance Elastography, MRE). Njene prednosti nad elastografijom zasnivanom na ultrazvuku su
nezavisnost o habitusu ispitanika, izostanak subektivnosti i mogućnost prikazivanja celog organa. Najveći nedostatak je visoka cena i slaba dostupnost uređaja.

## Vrste elastografija jetre
Danas se za elastografije jetre koriste sledeće dve metode:

### Ultrazvučna  elastografija
Ova metoda poznata i kao fibroskopija (ili Fibroscen, prema robnoj marki ultrazvučnog uređaja), koristi ultrazvučni snop kako bi merila brzinu širenja talasa smicanja kroz meka tkiva koj se  ispituja, a tvrdoću jetre (kao znak fibroze) izražava u kilopaskalima ili sentimetrima po sekundi.

### Magnetna rezonantna elastografija (MRE)
MRE je postupak koji kombinuje ultrazvučnu tehnologiju sa magnetnom rezonancijom. Odnosno ova metoda istovremeno koristeći jake magnete i radio talase kako bi stvarila sliku organa i/ili struktura unutar tela, uz pomoć računarskih programa za izradu vizuelne mape koja pokazuje tvrdoću jetre. 
Prednosti MRE
Prednosti MRE nad elastografijom zasnovanoj na ultrazvuku su nezavisnost od habitusa ispitanika, otsustvo subjektivnosti i mogućnost prikazivanja celog organa.
Nedostaci MRE
Najveći nedostatak je visoka cena i slaba dostupnost ovih uređaja u mnogim zdravstvenim ustanovama na globalnom nivou. 
Ograničenja
MR elastografija ima ograničenja u primeni kod osoba koje imaju ugrađene metalne uređaje (pejsmejkere, veštačke srčane zalistke, infuzione pumpe), jer može uticati na rad ovih uređaja, a u nekim slučajevima može biti i opasna po život. Zubne proteze i određene vrste tetovaža koje sadrže metal također mogu uzrokovati probleme tokom postupka. 
Test se takođe ne preporučuje ženama koje su trudne ili misle da bi mogle biti trudne, jer nije sasvim istraženo da li je magnetsko polja štetno za nerođenu bebu.

## Indikacije
Elastografija se koristi u dijagnostici:
- Masne bolesti jetre (FLD) —  stanja kod kojeg se normalno jetreno tkivo zamenjuje masnoćom, koja  može dovesti do smrti i fibroze.
- Fibroze jetre — koja ako se ne leči, na kraju se pretvara u cirozu.
- Ciroze jetre — najčešće uzrokovana zloupotrebom alkohola ili hepatitisom, koja u teškim slučajevima može biti opasna po život.
- Virusni  hepatitis,
- Bezalkoholni steatohepatitis,
- Atoimune i hronične lezije jetre — jer omogućava proučavanje tkiva i njegovu gustoću, žarišta ibvazije virusa i na osnovu dobijenih podataka omogućava određivanje najbolji antivirusnih lekova. * Hronični alkoholizama —  preporuča se češće primena metode, zbog praćenja stanja jetre.
- Nasledne bolesti za provođenne osobe.

Primenom ove tehnike moguće je ne samo postavljanje dijagnoze već i praćenje napredovanje fibroze, određivanje veličina lezije i predviđanje i oblikovanje taktike lečenja.

## Rezultati
Obe vrste elastografije mere krutost jetre. Što je tvrđa jetra, to je veća fibroza, tako da rezultati mogu biti u rasponu od malih ožiljaka ili umerenih do uznapredovalih ožiljaka na jetri. Uznapredovali ožiljci poznati su kao ciroza jetre.

## Spoljašnje veze
Mediji vezani za članak Elastografija jetre na Vikimedijinoj ostavi

|  | Molimo Vas, obratite pažnju na važno upozorenje u vezi sa temama iz oblasti medicine (zdravlja). |